# تاتسوهیرو نیشیموتو
تاتسوهیرو نیشیموتو (انگلیسی: Tatsuhiro Nishimoto؛ زادهٔ ۲۹ آوریل ۱۹۸۰) بازیکن فوتبال اهل ژاپن است.